# You'll Be Mine
"You'll Be Mine" is een nummer van de Britse band The Quarrymen, de voorloper van The Beatles. Het nummer verscheen in 1995 voor het eerst op het compilatiealbum Anthology 1.

## Achtergrond
"You'll Be Mine" is geschreven door Lennon-McCartney, het partnerschap tussen John Lennon en Paul McCartney. Het is het oudst bekende nummer dat wordt toegeschreven aan het duo. Het nummer werd in 1960 opgenomen in de badkamer van het huis van McCartney en is een parodie op de muziek van de vocal jazzgroep The Ink Spots. McCartney zingt met een diepe bariton, terwijl Lennon een groot contrast levert met zijn achtergrondzang in falsetto. De tekst gaat over een man die verlangt naar een vrouw. Halverwege het nummer vertelt Lennon met een basstem over een ochtend waarop de vrouw geroosterd brood voor de man maakte. De man keek in haar ogen en zag een "National Health Eyeball", waarop de twee vervolgens de liefde bedreven zoals zij nog nooit gedaan hadden. Het nummer eindigt met gelach. De tekst is moeilijk te verstaan door de slechte geluidskwaliteit en de achtergrondgeluiden.
"You'll Be Mine" is een van de weinige opnames met Beatles-leden waarop basgitarist Stuart Sutcliffe te horen is. In 1995 werd het nummer officieel uitgebracht op het compilatiealbum Anthology 1.